# Christophorus 3
Christophorus 3 ist die Bezeichnung für den Standort eines Notarzthubschraubers des Christophorus Flugrettungsvereins unter dem Dach des Österreichischen Automobil-, Motorrad- und Touring Clubs (ÖAMTC). Das Einsatzgebiet des Hubschraubers mit dem Luftfahrzeugkennzeichen OE-XEL erstreckt sich über das südliche Niederösterreich, das Burgenland und die Oststeiermark.
Der Christophorus 3 – zu jenem Zeitpunkt ein Hubschrauber des Typs Écureuil AS 355 – wurde am 15. September 1984 in Betrieb genommen und war zunächst an dem Krankenhaus Wiener Neustadt stationiert. Dieses stellt bis heute das ärztliche Personal für den Hubschrauber. Aufgrund der schnell zunehmenden Einsatzzahlen wurde der Stützpunkt bereits nach zwei Monaten auf den Flugplatz Wiener Neustadt/Ost nordöstlich der Wiener Neustadt verlegt.
Im Jahr 1993 wurde auf dem Flugplatz Wiener Neustadt/Ost ein eigener Hangar für den Hubschrauber gebaut. Ab 1998 stellte der ÖAMTC seinen Bestand in der Luftrettung schrittweise auf den neuen Hubschraubertyp Eurocopter EC 135 um. Seit 2001 ist der Stützpunkt das Flugrettungszentrum Ost des Christophorus Flugrettungsvereins und wurde aus diesem Grund ausgebaut. Er umfasst fünf Hangars, von denen einer für den Christophorus 3, ein weiterer für den ebenfalls hier stationierten Intensivtransporthubschrauber Christophorus ITH, der dritte und vierte für je einen Ersatzhubschrauber bestimmt ist. Der fünfte und größte Hangar steht für Wartungsarbeiten zur Verfügung.
Die Einsatzbereitschaft dauert täglich von 7 Uhr bis zum Ende der bürgerlichen Abenddämmerung. Die Alarmierung erfolgt durch die Leitstelle Niederösterreich. Dies geschieht etwa 1100 bis 1400 Mal im Jahr.
Der Christophorus 3 ist nicht identisch mit dem auf dem oberösterreichischen Flugplatz Schärding-Suben stationierten Rettungshubschrauber Christophorus Europa 3.

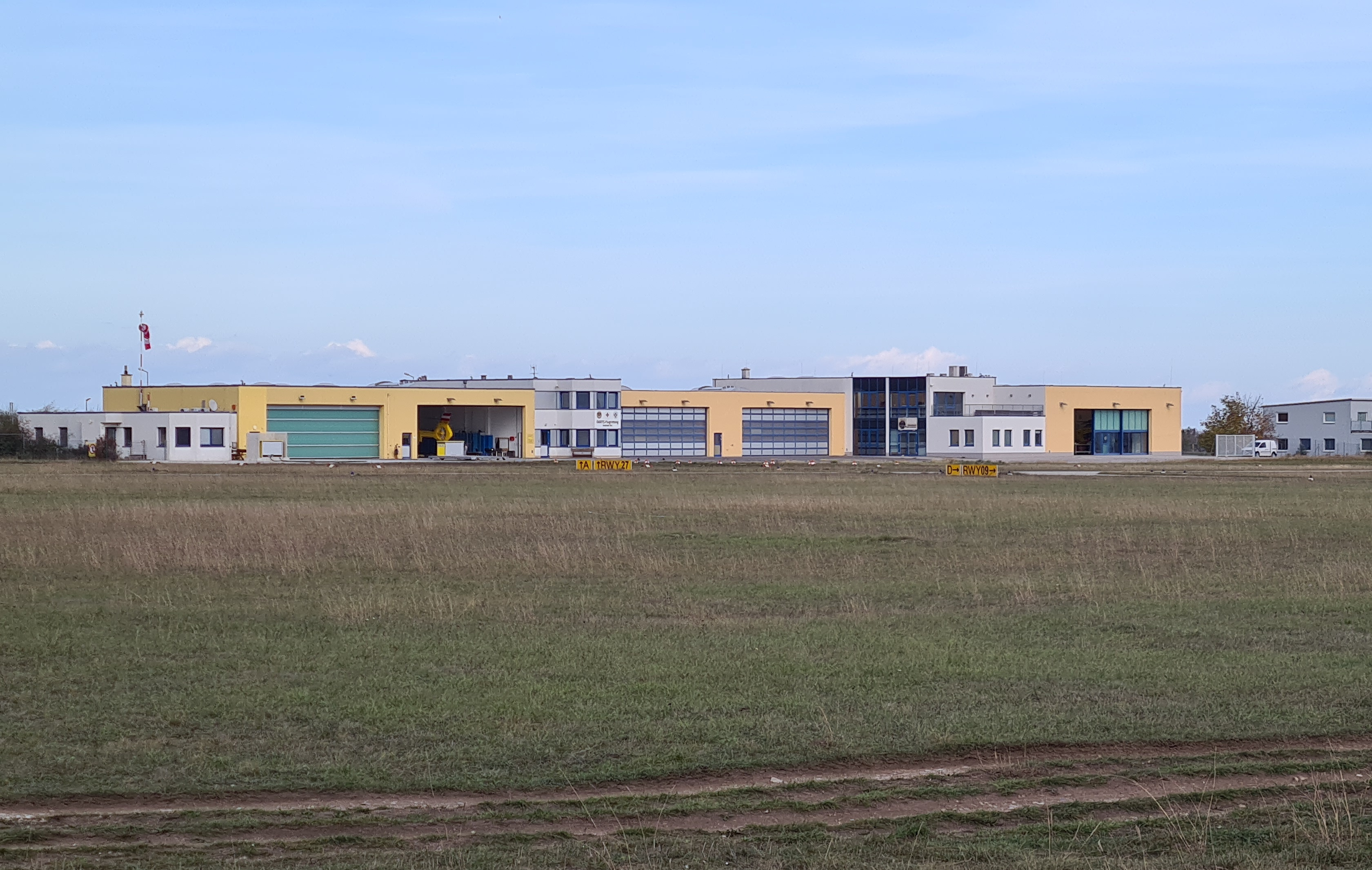
Christophorus 3 ist am Flugrettungszentrum Ost (beim Flugplatz Wiener Neustadt) stationiert.